# Martinija
Martinija (lat. Martynia),  biljni rod iz porodice martinijevki. Dvije vrste u njemu su M. annua iz Srednje Amerike i Antila i M. palmeri s poluotoka California. M. annua uvezena je i u neke tropske države Afrike i Azije.
Biljka je ljekovita, a u Indiji gdje se naturalizirala tradicionalni iscjelitelji koriste je u liječenju epilepsije, upale grla, opekotina, svrbeža, tuberkuloze i drugih bolesti. 
M. annua sadrži alkaloide, tanine, saponine, glikozide, flavonoide, antocijanine, aminokiseline, steroide i fenole.
- M. annua
- M. annua
- M. annua, plodovi
- M. annua

## Vanjske poveznice
- Martynia annua L., Weeds of Australia